# Évasion sur commande
Pour plus de détails, voir Fiche technique et Distribution.
Évasion sur commande (The Secret War of Harry Frigg) est un film américain réalisé par Jack Smight, sorti en 1968.

## Synopsis
Harry Frigg (Paul Newman) est un soldat américain prisonnier dans sa propre armée pendant la Seconde Guerre mondiale. Il est également connu pour être un roi de la cavale.
Il est tellement doué pour s'échapper de n'importe quel stalag que l'armée lui confie la tache d'aller en Italie pour organiser une évasion d'officiers alliés.
Se faisant passer pour un général américain, il intègre le camp (en réalité un palais italien) dans lequel sont détenus les cinq généraux alliés qu'il a pour mission de délivrer. Leur geôlier, le colonel Enrico Ferucci, est l'ancien maître d'hôtel d'un palace qui est tout dévoué au bien-être de ses hôtes. Harry découvre une vie de luxe et de raffinement et trouve finalement plus agréable de rester prisonnier dans un tel confort plutôt que de tenter d'en partir. Il tombe amoureux d'une aristocrate italienne, la comtesse Francesca de Montefiore (Sylva Koscina), employée comme domestique au château, et en oublie même le but de sa mission.
La jeune femme découvre les origines modestes de Harry qui n'est pas du même monde que toutes les personnes présentes au château et le coup de foudre est réciproque.
De fait les mois passent sans qu'aucune tentative ne soit élaborée par Harry pour tenter la moindre évasion. Les Allemands finissent par occuper l'Italie et le maître d'hôtel se fait remplacer par un officier de l'armée allemande, le major Von Steingiz, bien moins dévoué que son prédécesseur au confort des prisonniers.
La vie commence à devenir plus difficile au château avec ce nouveau venu. Harry décide d'organiser l'évasion sur commande.

## Fiche technique
- Titre français : Évasion sur commande
- Titre original : The Secret War of Harry Frigg
- Réalisation : Jack Smight
- Scénario : Frank Tarloff
- Musique : Carlo Rustichelli
- Photographie : Russell Metty
- Montage : J. Terry Williams
- Production : Hal E. Chester
- Sociétés de production : Universal Pictures & Albion Film Corp.
- Société de distribution : Universal Pictures
- Pays : États-Unis
- Langue : Anglais, allemand
- Format : Couleur - Mono - 35 mm - 2.35:1
- Genre : Guerre, Comédie militaire
- Durée : 106 min

## Distribution
- Paul Newman  (VF : Marc Cassot) : le soldat Harry Frigg
- Sylva Koscina (VF : Nelly Benedetti) : la Comtesse Francesca De Montefiore
- Andrew Duggan (VF : Robert Party) : le général Newton Armstrong
- Tom Bosley  (VF : Jacques Deschamps) : le général Roscoe Pennypacker
- John Williams  (VF : Roger Tréville) : le général Francis Mayhew
- Charles Gray (VF : Jean Violette) : le général Adrian Cox-Roberts
- Vito Scotti  (VF : Serge Lhorca) : le colonel Enrico Ferrucci
- Jacques Roux  (VF : Claude D'Yd) : le général André Rochambeau
- Werner Peters  (VF : Henry Djanik) : le major von Steignitz
- James Gregory  (VF : Michel Gudin) : le général Homer Prentiss
- Norman Fell (VF : René Berthier) : le capitaine Stanley
- Buck Henry (VF : Philippe Mareuil) : Stockade Commandant
- Johnny Haymer  (VF : Gérard Hernandez) : Pozzallo
- Fabrizio Mioni : le lieutenant Rossano
- Horst Ebersberg (VF : Jean-Pierre Duclos) : le lieutenant Gruber